# Klub Gaja
Klub Gaja (dokładnie Stowarzyszenie Ekologiczno-Kulturalne „Klub Gaja”, z siedzibą w Wilkowicach) – jedna z najstarszych niezależnych organizacji pozarządowych zajmujących się ochroną środowiska naturalnego i prawami zwierząt w Polsce.
Stowarzyszenie zostało założone w 1988 roku. Od 2004 roku posiada status organizacji pożytku publicznego, zarejestrowane jest w Krajowym Rejestrze Sądowym pod numerem 0000120069. Statutową misją stowarzyszenia jest ochrona planety Ziemi oraz zachowanie środowiska naturalnego i różnorodności biologicznej dla nas i dla przyszłych pokoleń.
Stowarzyszenie współpracuje z ponad czterema tysiącami placówek w całym kraju. Programy edukacji ekologicznej Klubu Gaja opierają się na aktywności lokalnej, w szczególności dzieci i młodzieży przy udziale przedstawicieli różnych instytucji, samorządów, administracji publicznej, organizacji pozarządowych i biznesu. Klub Gaja w swojej działalności edukacyjnej, warsztatach i wydarzeniach wykorzystuje niekonwencjonalne metody i różne formy sztuki.
W maju 2002 roku w miejscowości Leeds w Anglii został zarejestrowany Club Gaia UK. Jest to pierwsza filia polskiej organizacji ekologicznej na zachodzie Europy.
Założyciel Klubu Gaja Jacek Bożek był (obok Magdaleny Mosiewicz) pierwszym przewodniczącym partii Zieloni 2004 (do 11 listopada 2004).

## Historia

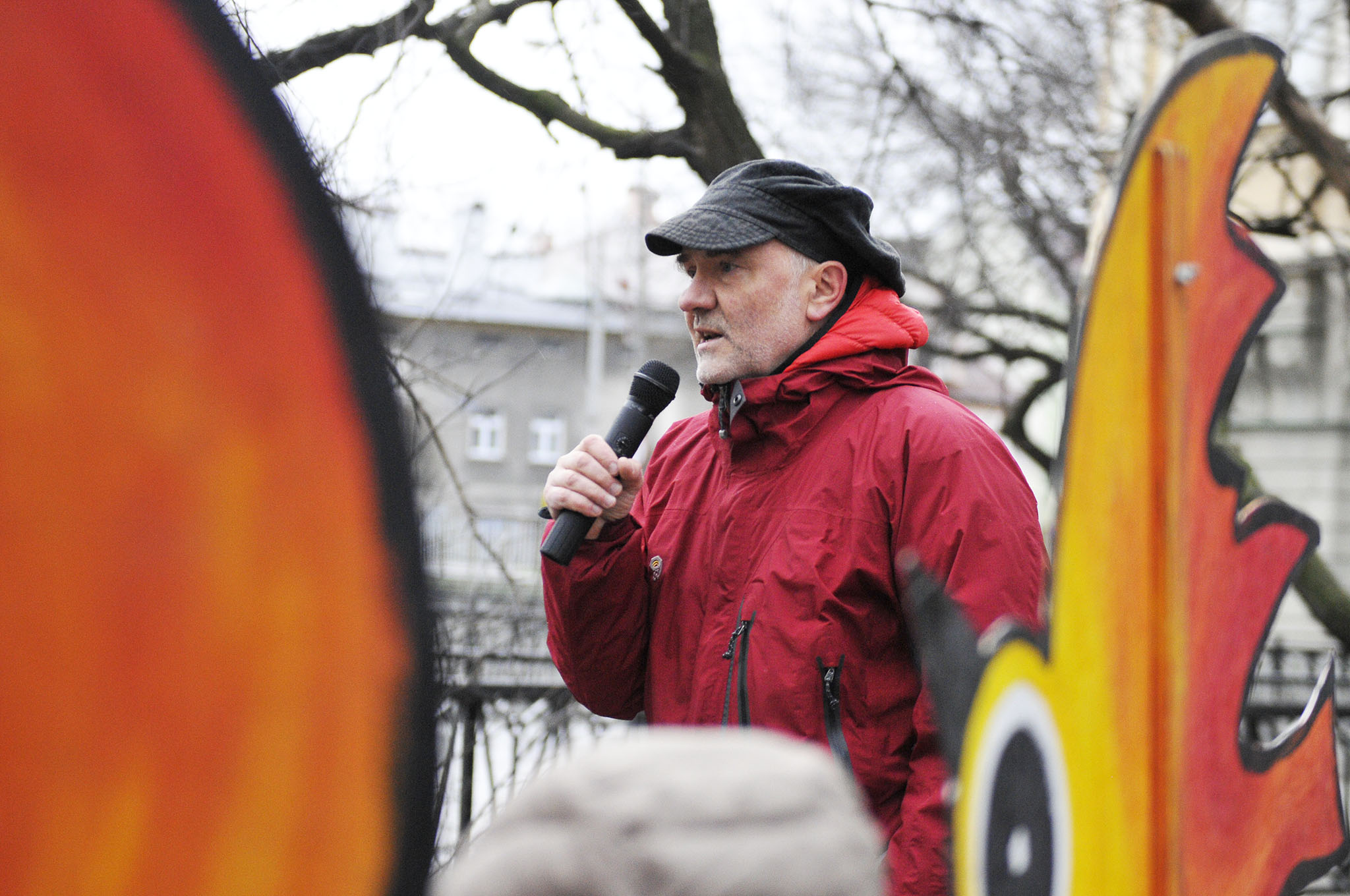
Jacek Bożek, założyciel Klubu Gaja podczas Marszu dla Klimatu, 2015, Bielsko-Biała

Klub Gaja został założony przez Jacka Bożka jako grupa nieformalna na początku marca 1988 roku. Pierwsza zewnętrzna akcja Klubu Gaja odbyła się już w roku 1989: w centrum miasta Bielska-Białej dwóch ekologów (Jacek Bożek i Jerzy Oszelda) wspięło się razem w wielkim transparentem na drzewa przeznaczone do wycinki z powodu planu budowy banku. Bank można było jednak przesunąć trochę, tak aby drzewa pozostały nienaruszone. Tak też się stało. Ostatecznie nie udało się uratować wszystkich drzew, ale dwie topole żyją do dziś.
Pierwsza akcja Klubu Gaja w obronie praw zwierząt odbyła się przed radzieckim cyrkiem w styczniu 1991 roku. Zrobiono pikietę, członkowie klubu mieli założone na głowy maski zwierząt, było trochę szumu w mediach, ale niewiele to wszystko dało. Wysłano list do prezydenta miasta z prośbą o zakaz wjazdu cyrków z tresurą zwierząt na teren Bielska-Białej, ten jednak nie zgodził się na to i sprawa utknęła w miejscu. Organizowane były kolejne akcje i pikiety. Dopiero w 1995 roku ekolodzy odnieśli sukces – prezydent wydał lokalny zakaz wjazdu cyrków z tresurą dzikich zwierząt na teren miasta.
Kampania „Teraz Wisła” została zapoczątkowana podczas Dnia Ziemi, 22 kwietnia 1994 roku w Warszawie. Jej celem jest ochrona ostatniej naturalnej rzeki w Europie – Wisły m.in. poprzez poprawę czystości wód w zlewni oraz doprowadzenia do ochrony (także prawnej) ciekawych terenów w Dolinie Wisły. Przez cały czas trwania kampanii zorganizowano wiele akcji, wystaw i konferencji. 19 czerwca 1994 roku Klub Gaja ustanowił Święto Wisły.
Dnia 24 października 1995 roku odbyła się największa kampania środowiskowa, do której włączyło się około 50 miast. Miała ona na celu uchwalenie ustawy „O ochronie praw zwierząt”. Kampanię poparło tysiące ludzi z całej Polski, odbyła się akcja pod sejmem. Pod petycjami podpisało się około 600 000 osób. Dokładnie w 2 lata później (24 października 1997) ustawa weszła w życie. Zostało w niej zapisane, że „Zwierzę nie jest rzeczą”. Chcąc upamiętnić tę chwilę Klub Gaja ustanowił Dzień Praw Zwierząt, który jest obchodzony co roku 22 maja.
Kampanię „Jeszcze żywy KARP” Klub Gaja prowadzi od 1998 roku.
W 2006 roku stowarzyszenie zwróciło się do Ministerstwa Sprawiedliwości w sprawie łamania zapisów ustawy „O ochronie zwierząt” w trakcie sprzedaży ryb. Chodziło o ich nadmierne stłoczenie w pojemnikach, w których były przewożone i sprzedawane, pakowanie żywych stworzeń do worków foliowych, zadawanie im niepotrzebnych ran i cierpień oraz zabijania karpi na oczach ludzi.
W 2009 roku akcja ruszyła pod hasłem Lud lubi karpia, karp lubi lód!
W tym roku (2009) działania Klubu Gaja wspiera publicysta, podróżnik i krytyk kulinarny, Robert Makłowicz. Jego zaangażowanie w znaczący sposób może wpłynąć na zmianę myślenia i nawyków kulinarnych wśród szerszej rzeszy odbiorców.
Kampanię wsparło także Laboratorium Reklamy Clos Brothers. Firma, która na co dzień jest związana z reklamą, aktywnie i chętnie angażuje się w różnego typu akcje społeczne, przeciwstawiając się coraz większemu zobojętnieniu społeczeństwa na problemy otaczającego nas świata. Współtworząc i organizując wraz z Klubem Gaja kampanię Lud lubi karpia, karp lubi lód zabiera swój głos w tej tak marginalizowanej dotąd sferze ochrony praw zwierząt.
W 2010 „Jeszcze żywy KARP” najstarsza kampania Klubu Gaja z roku na rok przyciąga nowe twarze. Tym razem w „hicie na święta przeciwko męczeniu karpi” zgodziły się wystąpić aktorki: Magdalena Różczka i Julia Pietrucha oraz publicysta i kucharz – Robert Makłowicz, który do akcji przyłączył się już po raz drugi.
W 2009 Sejm, na wniosek Klubu Gaja uchwalił poprawkę do Ustawy o ochronie zwierząt. Zmieniony art. 2 wyraźnie wskazuje, iż prawo to chroni także ryby, tak jak inne kręgowce.
Realizacja programu Zaadoptuj rzekę rozpoczęła się w 2005 r. Program otrzymał nominację do tytułu The Best Practice – najlepszego programu środowiskowego w Unii Europejskiej (2008).
Program edukacji ekologicznej Zaadoptuj rzekę Klubu Gaja zachęca Polaków do opieki nad rzekami i pomaga odkrywać dziedzictwo przyrodnicze, kulturowe i społeczne polskich rzek.
Gdy mówimy o „adoptowaniu rzeki” chodzi nam o zainteresowanie się rzeką lub innym akwenem w najbliższej okolicy i otoczenie go opieką. Zachęcamy do wycieczek i obserwacji rzek, potoków i jezior; poznawania ich fauny i flory, sprzątania ich brzegów, monitorowania jakości i oszczędzania wody. Proponujemy zorganizowanie akcji  z okazji Światowego Dnia Wody (22 marca). Starania o czyste rzeki to starania o czyste środowisko naturalne, o rzeki przyjazne ludziom i zwierzętom, podnoszące jakość życia.
W programie mogą uczestniczyć placówki oświatowe, samorządy, instytucje, organizacje społeczne i osoby indywidualne.
Święto Drzewa jest programem edukacji ekologicznej Klubu Gaja realizowanym od 2003 roku, którego inauguracją jest ogólnopolska i międzynarodowa akcja sadzenia drzew co roku w październiku. Od 2007 roku program bierze udział w Kampanii Miliarda Drzew dla Planety zainicjowanej przez Program Narodów Zjednoczonych do spraw Ochrony Środowiska (UNEP).
Celem programu jest edukacja dla rozwoju zrównoważonego i podnoszenie świadomości ekologicznej społeczeństwa w zakresie ochrony środowiska i zmian klimatu na Ziemi. Wspólne sadzenie drzew w ramach programu, przyczynia się do zwiększenia zalesienia i zadrzewienia oraz do zmniejszenia skutków globalnego ocieplenia. Święto Drzewa od 10 lat integruje społeczności wokół inicjatyw lokalnych jak sadzenie drzew,  zakładanie ogrodów, otaczanie opieką starych drzew, organizowanie festynów, wycieczek, konkursów i zbiórek makulatury. Ochrona i sadzenie drzew jest uniwersalnym przesłaniem dla każdego człowieka.
W programie mogą uczestniczyć placówki oświatowe, samorządy, instytucje, organizacje społeczne, firmy i osoby indywidualne.
W ramach Święta Drzewa organizowane są m.in.: Konkurs Drzewo Roku, konkurs Czarodziejskiego Drzewa, akcja Zbieraj makulaturę, ratuj konie, akcja Zbieraj kartridże, ratuj konie.

## Najważniejsze pola działania i programy
- ochrona przyrody: ogólnopolska Kampania „Teraz Wisła”, program „Jak działać dla Ziemi”, program „Jak uratować rzekę”
- ochrona zwierząt: ogólnopolska Kampania „Zwierzę nie jest rzeczą”, kampania „Kurka wolna!”, akcja „Jeszcze żywy KARP”, akcja „Zbieraj makulaturę, ratuj konie”, „Cyrk jest śmieszny nie dla zwierząt”
- edukacja, kultura i sztuka: program edukacji ekologicznej „Święto Drzewa”, „Zaadoptuj rzekę”, „Pomagamy Zwierzętom”, program edukacji ekologicznej poprzez sztukę „Sztuka dla Ziemi”
- prawa obywatela i konsumenta: ogólnopolska Kampania „Czy wiesz co jesz?”, program „Co młody konsument wiedzieć powinien?”, program „Kupuj odpowiedzialnie”

## Najważniejsze sukcesy
- doprowadzono do uchwalenia Ustawy o ochronie zwierząt (1997 r.)
- ustanowiono Dzień Praw Zwierząt (22.05)
- otrzymano pismo od Rządu RP informujące, iż Polska nie zamierza budować Kaskady Dolnej Wisły (2002 r.)
- uratowano 58 koni (Przeciwko transportowi żywych koni, „Zbieraj makulaturę, ratuj konie”, „Zbieraj kartridże, ratuj konie”)
- zaadoptowano ponad 1290 fragmentów rzek, potoków i zbiorników wodnych w ramach programu Zaadoptuj rzekę (2005-2014)
- Program Zaadoptuj rzekę został nominowany do europejskiego tytułu The Best Practice 2008
- doprowadzono do utworzenia rezerwatu przyrody „Wisła pod Zawichostem” (2008 r.)
- posadzono ponad 700 000 drzew w Polsce i na świecie w ramach programu Święto Drzewa w latach 2003-2014
- Program Święto Drzewa prezentowany był na Międzynarodowej Konferencji Klimatycznej COP 14 w Poznaniu oraz COP 15 w Kopenhadze
- zebrano blisko 3100 ton makulatury w ramach akcji Zbieraj makulaturę, ratuj konie w latach 2003-2014
- udzielono 2000 porad na zgłaszane interwencje dotyczące ochrony przyrody i zwierząt (2009-2011)
- Program Święto Drzewa rekomendowany był przez Instytut Spraw Obywatelskich w „Inspiratorze obywatelskim” jako przykład dobrych praktyk w dziedzinie nieformalnej edukacji obywatelskiej (2011 r.)

- Spot reklamowy kampanii Klubu Gaja „Jeszcze żywy KARP” otrzymał nagrodę specjalną podczas gali konkursu Kampania Społeczna Roku 2010

- nowelizacja Ustawy o ochronie zwierząt, która sprawiła, że ryby hodowlane – w tym karpie – podlegają takiej samej ochronie, jak wszystkie kręgowce (2009 r.)

## Najważniejsze kampanie i programy edukacyjne
- Święto Drzewa
- Teraz Wisła
- Zwierzę nie jest rzeczą
- Pomagamy zwierzętom
- Zbieraj makulaturę, ratuj konie
- Zaadoptuj rzekę

## Sławni współczujący
Lista nazwisk znanych osobistości publicznych z Polski które zadeklarowały poparcie dla idei obrony zwierząt futerkowych. Lista tworzona jest od listopada 1994 roku przez Front Wyzwolenia Zwierząt oraz Kwartalnik Ekologiczny „Gaja” na wzór brytyjskiej organizacji Beauty Without Cruelty. Sygnatariusze listy deklarują, że nie założą futer naturalnych, w imię ich starań o ograniczenie cierpienia zwierząt.